# Armadillidium carynthiacum
Armadillidium carynthiacum is een pissebed uit de familie Armadillidiidae. De wetenschappelijke naam van de soort is voor het eerst geldig gepubliceerd in 1939 door Verhoeff.